# Чемпіонат України з футболу серед аматорів 2018—2019
Чемпіонат України з футболу серед аматорів 2018—2019 — 23-ій чемпіонат України серед аматорів. Розпочався 4 серпня 2018 року, а завершився 29 червня 2019 року.

## Учасники та регламент змагань
35 команд, розділені на три групи, грають двоколовий турнір за круговою системою.
Після завершення групового етапу буде проведена фінальна частина змагань у форматі плей-оф, до якого вийдуть команди, що зайняли 1-е та 2-е місце в кожній групі, та команди, що зайняли 3-є місце в групах 2 та 3. Кожна зі стадій плей-оф, крім фінального матчу, складається з двох матчів, один з яких проводиться вдома, а інший — на виїзді, в залежності від результатів жеребкування. Фінальний матч проводиться на нейтральному полі.
За підсумками фінального матчу визначається чемпіон і срібний призер чемпіонату. Команди, що вибули зі змагань на стадії 1/2 фіналу плей-оф, отримують звання бронзових призерів чемпіонату.
20 вересня 2018 року «Кобра» (Острог) знялася зі змагань, результати всіх матчів за її участю були анульовані.
16 листопада 2018 року «Кобра» (Харків) виключена зі змагань згідно з рішенням КДК ААФУ № 10, в усіх матчах, починаючи з 15-го туру, команді зараховані технічні поразки −:+.
18 березня 2019 року «Рочин» знявся зі змагань, в усіх матчах, починаючи з 15-го туру, команді зараховані технічні поразки −:+.
Починаючи з 24 квітня 2019 року, «Дружба» представляє місто Кривий Ріг.
30 квітня 2019 року «Колос» знявся зі змагань, в усіх матчах, починаючи з 19-го туру, команді зараховані технічні поразки −:+.
| Група 1 | Група 2 | Група 3 |
| --- | --- | --- |
| - «Агрон» (Великогаївська ОТГ) - «Карпати» (Галич) - «Кобра» (Острог) - «Кристал» (Чортків) - ФК «Малинськ» (с. Малинськ) - ОДЕК (смт Оржів) - «Покуття» (Коломия) - «Рочин» (Соснівка) - «Тернопіль-ДЮСШ» (Тернопіль) - ФК «Ужгород» (Ужгород) - СК «Хмельницький» (Хмельницький) | - «Авангард» (с. Бзів) - «Авангард» (Корюківка) - «Агродім» (Бахмач) - «Альянс» (смт Липова Долина) - «Вікторія» (смт Миколаївка) - «Діназ» (Вишгород) - «ЛНЗ-Лебедин» (Лебедин) (с. Лебедин) - «Олімпік» (Кропивницький) - МФК «Первомайськ» (Первомайськ) - «Рубікон-Вишневе» (Вишневе) - «Факел» (Липовець) - «Чайка» (Вишгород) | - «ВПК-Агро» (с. Шевченківка) - ФК «Дніпро» (Дніпро) - «Дружба» (с. Новомиколаївка) - СК «Каховка» (Каховка) - «Кобра» (Харків) - «Колос» (смт Асканія-Нова) - ФК «Кривий Ріг» (Кривий Ріг) - «Мотор» (Запоріжжя) - «Перемога» (Дніпро) - «Скорук» (смт Томаківка) - «Таврія» (смт Новотроїцьке) - «Яруд» (Маріуполь) |

## Груповий етап
| М  | Команда           | І  | В  | Н | П  | РМ    | О  |
| -- | ----------------- | -- | -- | - | -- | ----- | -- |
| 1  | ФК «Малинськ»     | 18 | 12 | 5 | 1  | 40−12 | 41 |
| 2  | «Покуття»         | 18 | 13 | 1 | 4  | 47−13 | 40 |
| 3  | ОДЕК              | 18 | 11 | 6 | 1  | 42−11 | 39 |
| 4  | «Карпати»         | 18 | 9  | 6 | 3  | 36−11 | 33 |
| 5  | «Агрон»           | 18 | 9  | 6 | 3  | 28−16 | 33 |
| 6  | ФК «Ужгород»      | 18 | 6  | 2 | 10 | 26−37 | 20 |
| 7  | «Рочин»           | 18 | 5  | 2 | 11 | 19−12 | 17 |
| 8  | «Кристал»         | 18 | 5  | 2 | 11 | 15−27 | 17 |
| 9  | «Тернопіль-ДЮСШ»  | 18 | 2  | 1 | 15 | 11−55 | 7  |
| 10 | СК «Хмельницький» | 18 | 2  | 1 | 15 | 9−79  | 7  |
| —  | «Кобра» О         | —  | —  | — | —  | —     | —  |

| М  | Команда                 | І  | В  | Н | П  | РМ    | О  |
| -- | ----------------------- | -- | -- | - | -- | ----- | -- |
| 1  | «ЛНЗ-Лебедин» (Лебедин) | 22 | 18 | 3 | 1  | 67−15 | 57 |
| 2  | «Вікторія»              | 22 | 17 | 4 | 1  | 58−11 | 55 |
| 3  | «Альянс»                | 22 | 14 | 4 | 4  | 54−22 | 46 |
| 4  | «Авангард» Б            | 22 | 11 | 2 | 9  | 39−28 | 35 |
| 5  | «Діназ»                 | 22 | 10 | 5 | 7  | 47−38 | 35 |
| 6  | МФК «Первомайськ»       | 22 | 10 | 1 | 11 | 42−41 | 31 |
| 7  | «Факел»                 | 22 | 9  | 1 | 12 | 36−46 | 28 |
| 8  | «Агродім»               | 22 | 8  | 3 | 11 | 23−34 | 27 |
| 9  | «Авангард» К            | 22 | 7  | 6 | 9  | 31−38 | 27 |
| 10 | «Рубікон-Вишневе»       | 22 | 7  | 5 | 10 | 27−29 | 26 |
| 11 | «Олімпік»               | 22 | 2  | 1 | 19 | 19−95 | 7  |
| 12 | «Чайка»                 | 22 | 0  | 3 | 19 | 13−59 | 3  |

| М  | Команда         | І  | В  | Н | П  | РМ    | О  |
| -- | --------------- | -- | -- | - | -- | ----- | -- |
| 1  | «ВПК-Агро»      | 22 | 16 | 5 | 1  | 60−12 | 53 |
| 2  | «Таврія»        | 22 | 16 | 4 | 2  | 42−12 | 52 |
| 3  | «Мотор»         | 22 | 13 | 6 | 3  | 45−20 | 45 |
| 4  | СК «Каховка»    | 22 | 10 | 7 | 5  | 32−18 | 37 |
| 5  | «Скорук»        | 22 | 8  | 7 | 7  | 19−25 | 31 |
| 6  | «Перемога»      | 22 | 7  | 8 | 7  | 28−28 | 29 |
| 7  | «Дружба»        | 22 | 7  | 4 | 11 | 23−33 | 25 |
| 8  | ФК «Дніпро»     | 22 | 10 | 3 | 9  | 35−27 | 24 |
| 9  | «Яруд»          | 22 | 6  | 6 | 10 | 24−20 | 24 |
| 10 | ФК «Кривий Ріг» | 22 | 5  | 8 | 9  | 28−35 | 23 |
| 11 | «Колос»         | 22 | 4  | 2 | 16 | 18−32 | 14 |
| 12 | «Кобра» Х       | 22 | 0  | 0 | 22 | 8−100 | 0  |

а ФК «Дніпро» позбавлено 9 очок згідно з рішеннями ДК ФІФА від 1 вересня, 24 листопада 2017 року та 19 березня 2019 року.

## Плей-оф

### 1/4 фіналу
Перші матчі відбулися 8 червня, матчі-відповіді — 12 червня 2019 року.
| Команда 1  | Заг. | Команда 2               | 1-й матч | 2-й матч |
| ---------- | ---- | ----------------------- | -------- | -------- |
| «Мотор»    | 0:3  | «ЛНЗ-Лебедин» (Лебедин) | 0:3      | 0:0      |
| «Альянс»   | 3:5  | «ВПК-Агро»              | 0:4      | 3:1      |
| «Таврія»   | 1:3  | ФК «Малинськ»           | 1:1      | 0:2      |
| «Вікторія» | 7:3  | «Покуття»               | 7:1      | 0:2      |

### 1/2 фіналу
Жеребкування відбулося 13 червня 2019 року. Перші матчі відбулися 17 червня, матчі-відповіді — 23 червня 2019 року.
| Команда 1  | Заг.           | Команда 2               | 1-й матч | 2-й матч |
| ---------- | -------------- | ----------------------- | -------- | -------- |
| «Вікторія» | 4:4 (пен. 3:1) | ФК «Малинськ»           | 2:2      | 2:2      |
| «ВПК-Агро» | 3:3 (ч)        | «ЛНЗ-Лебедин» (Лебедин) | 2:0      | 1:3      |

### Фінал
Жеребкування господаря матчу на нейтральному полі відбулося 25 червня 2019 року.
| 29 червня 2019 17:00 +18 °C |

| «ВПК-Агро»   | 1:0      | «Вікторія» |
| ------------ | -------- | ---------- |
| Маргарян 89' | Протокол |            |

| НТК ім. Баннікова, Київ Глядачів: 600 Арбітр: Клим Заброда (Київ) |

| Чемпіон України з футболу серед аматорів 2018—2019 |
| -------------------------------------------------- |
| «ВПК-Агро» Вперше                                  |